# Сборная Норвегии по пляжному футболу
Сборная Норвегии по пляжному футболу — национальная команда, которая представляет Норвегию на международных соревновательных дисциплинах по пляжному футболу. Управляется Норвежской футбольной ассоциацией.
По состоянию на июнь 2024 года Норвегия в мировом рейтинге пляжного футбола занимает 51 место.

## История
На международном уровне Норвегия дебютировала в 2002 году в рамках Евролиги. Свой первый матч команда завершила поражением от Англии со счётом 3:4. По итогам турнира норвежцы заняли последнее шестое место в своём дивизионе.
В квалификации на чемпионат мира 2008 Норвегия дошла до 1/8 финала, проиграв там Испании (3:6). В дальнейшем норвежцы принимали участие в восьми отборочных кампаниях, но ни разу не выходили в финальную стадию мундиаля.
Лучший результат на Кубке Европы сборная Норвегии показала на турнире 2008 года в Баку, где сумела дойти до матча за третье место, где уступила хозяевам (3:4). В июне того же года команда была приглашена на Кубок вызова в Израиле, заняв по итогам соревнования последнее шестое место.
Квалификационная кампания на Всемирные пляжные игры 2019 года завершилась для Норвегии предпоследним 15 местом.
Последнее выступление в Евролиге норвежцы провели в 2023 году, участвовав в матче за третье место в промофинале против Грузии (поражение — 2:3).

## Статистика

### Квалификация на чемпионат мира
| Год   | Результат            | И  | В | В+ | П  | ГЗ | ГП  |
| ----- | -------------------- | -- | - | -- | -- | -- | --- |
| 2008  | 1/8 финала           | 4  | 1 | 0  | 3  | 11 | 17  |
| 2009  | групповой этап       | 3  | 0 | 0  | 3  | 9  | 19  |
| 2011  | групповой этап       | 3  | 0 | 0  | 3  | 8  | 14  |
| 2013  | групповой этап       | 3  | 0 | 0  | 3  | 7  | 23  |
| 2015  | групповой этап       | 3  | 1 | 0  | 2  | 8  | 13  |
| 2017  | групповой этап       | 3  | 0 | 0  | 3  | 6  | 11  |
| 2019  | групповой этап       | 3  | 0 | 0  | 3  | 4  | 19  |
| 2021  | 15 место             | 7  | 2 | 1  | 4  | 16 | 28  |
| 2023  | предварительный этап | 2  | 0 | 0  | 2  | 2  | 13  |
| Всего | 9/9                  | 31 | 4 | 1  | 26 | 71 | 157 |